# Norsk Automobil

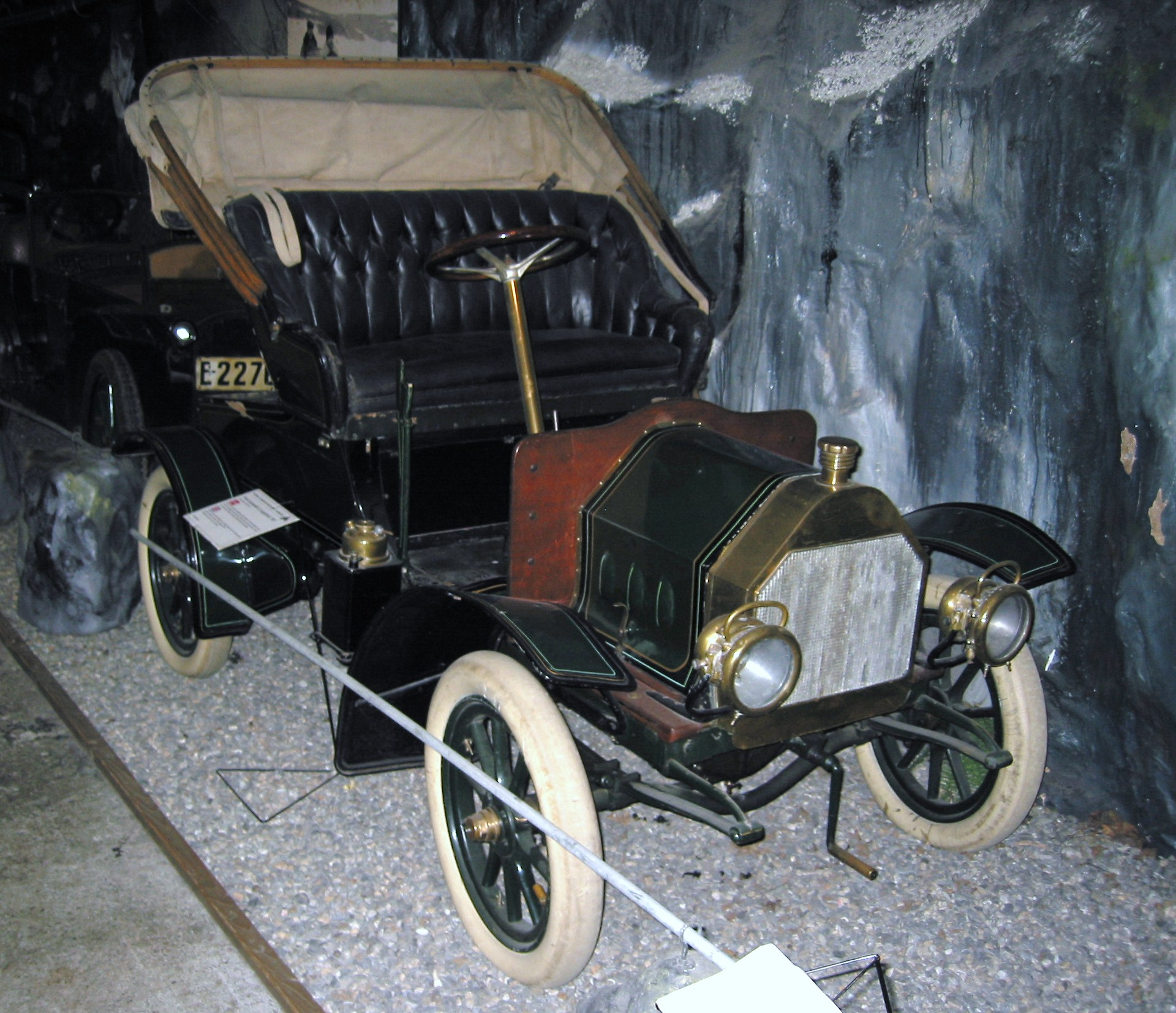
Norsk von 1907

Norsk Automobil war ein norwegischer Hersteller von Automobilen.

## Unternehmensgeschichte
Das Unternehmen Norsk Automobil & Vagnfabrik AS aus Oslo begann 1907 mit der Produktion von Automobilen. 1911 wurde die Produktion nach zwölf hergestellten Exemplaren eingestellt.

## Fahrzeuge

### Vierzylindermodell
Zwischen 1907 und 1908 entstanden zwei Exemplare eines offenen Fahrzeugs mit Vierzylindermotor in der Karosserieform Doppelphaeton.

### Einzylindermodell
Zwischen 1908 und 1911 entstanden zehn Exemplare des Kleinwagens 8 PS. Die Fahrzeug verfügten über einen wassergekühlten Einzylindermotor und Vierganggetriebe.
Ein Fahrzeug dieser Marke ist im Norsk Kjøretøyhistorisk Museum in Lillehammer zu besichtigen.